# Rue des Brigittines (Lille)
Pour les articles homonymes, voir Rue des Brigittines.
La rue des Brigittines (cour ou passage des Brigittines) est un passage situé au cœur de l’unique îlot préservé de l’ancien quartier Lille-Saint-Sauveur

## Origine du nom
Son nom rappelle que la voie donnait accès au Couvent des Brigittines fondé en 1604 et disparu en 1795. Ce couvent fut le théâtre au début du XVIIe siècle de scènes de sorcellerie et de procès d'exorcisme.

## Historique
Le couvent des Brigittines fut fondé en 1604 par Anne Dubois lilloise née en 1574 religieuse chez les Brigittines de Termonde avec l’appui de Nicolas de Montmorency seigneur de Vendegies et chef du Conseil des finances, auteur de plusieurs pesants traités d’ascétisme.
Il établit Anne Dubois avec 3 religieuses de Termonde à Lille.
Après de premiers troubles qui se seraient manifestés dès 1608, des religieuses se contorsionnent, vocifèrent, renversent l’abbesse et dansent sur l’autel à la Pentecôte 1612. Une des plus pieuses religieuses, Marie de Sains, s’accuse de possession du Diable. Après un premier procès du juge ecclésiastique sans suite, Nicolas de Montmorency fait intervenir deux exorcistes réputés.
Sous la pression, Marie de Sains finit par avouer avoir conclu un pacte avec le Diable et être la princesse des Magiciennes. Elle décrit avec beaucoup de détails sa participation chaque nuit avec 3 autres religieuses complices à des Sabbats, orgies débridées entre humains mais aussi avec des incubes et des succubes. Marie affirme prendre plus de plaisir dans ses relations avec le diable que dans celles avec des êtres humains. Ces aveux sont le reflet des fantasmes des exorcistes.

Elle prétend également avoir égorgé et torturé des enfants.

L'affaire remonte jusqu'au pape en 1614. Au Saint-Office, la culpabilité des sorcières semble douteuse. Pour clore le procès, Marie de Sains n'est ni condamnée ni absoute mais reste en prison où elle meurt probablement en 1630
,.
Par la suite le Couvent ne défraie plus la chronique.
Un passage ouvert en 1673 rue du Ban de Wedde, actuelle rue Gustave-Delory permettait d’y accéder.
Le couvent vendu comme bien national en 1794 fut divisé en plusieurs maisons. Les façades sont en partie celles de l'ancien couvent.
À l'origine, le passage était une impasse. Après la disparition du Couvent le passage très étroit et sinueux fut prolongé jusqu'à la rue Saint-Sauveur.

Les maisons contemporaines du couvent furent habitées comme dans l’ensemble du quartier Saint-Sauveur par une population pauvre (6 familles regroupant 42 individus inscrites en 1849 au bureau de Charité de Saint-Sauveur)  et certaines d’entre elles aménagées pour des activités industrielles : une filature de coton créée en 1820 employait environ 100 ouvriers en 1849.

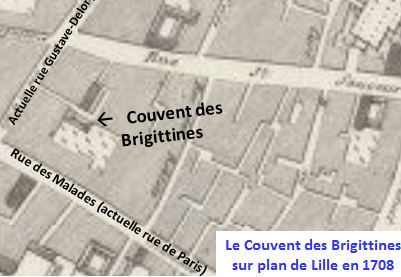
Couvent des Brigittines sur plan 1708
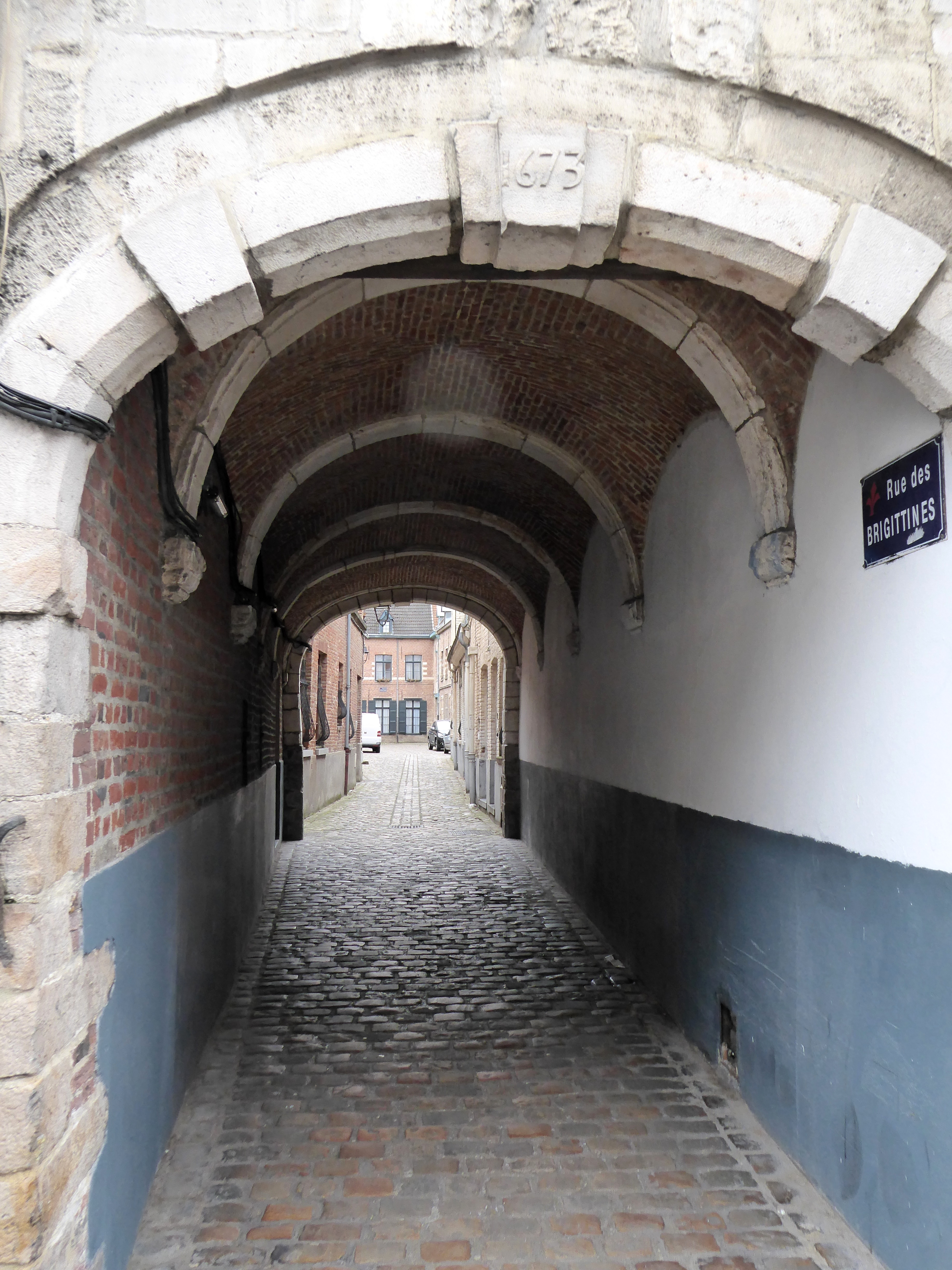
Porche sur la rue Gustave Delory

La Cour des Brigittines fut préservée de la destruction programmée vers 1960 avec celle de l'ensemble du quartier Saint-Sauveur grâce à l'intervention d'un membre du Conseil municipal, le docteur Jules Defaux.
Le passage comprenait encore en 1980 un atelier de couture.

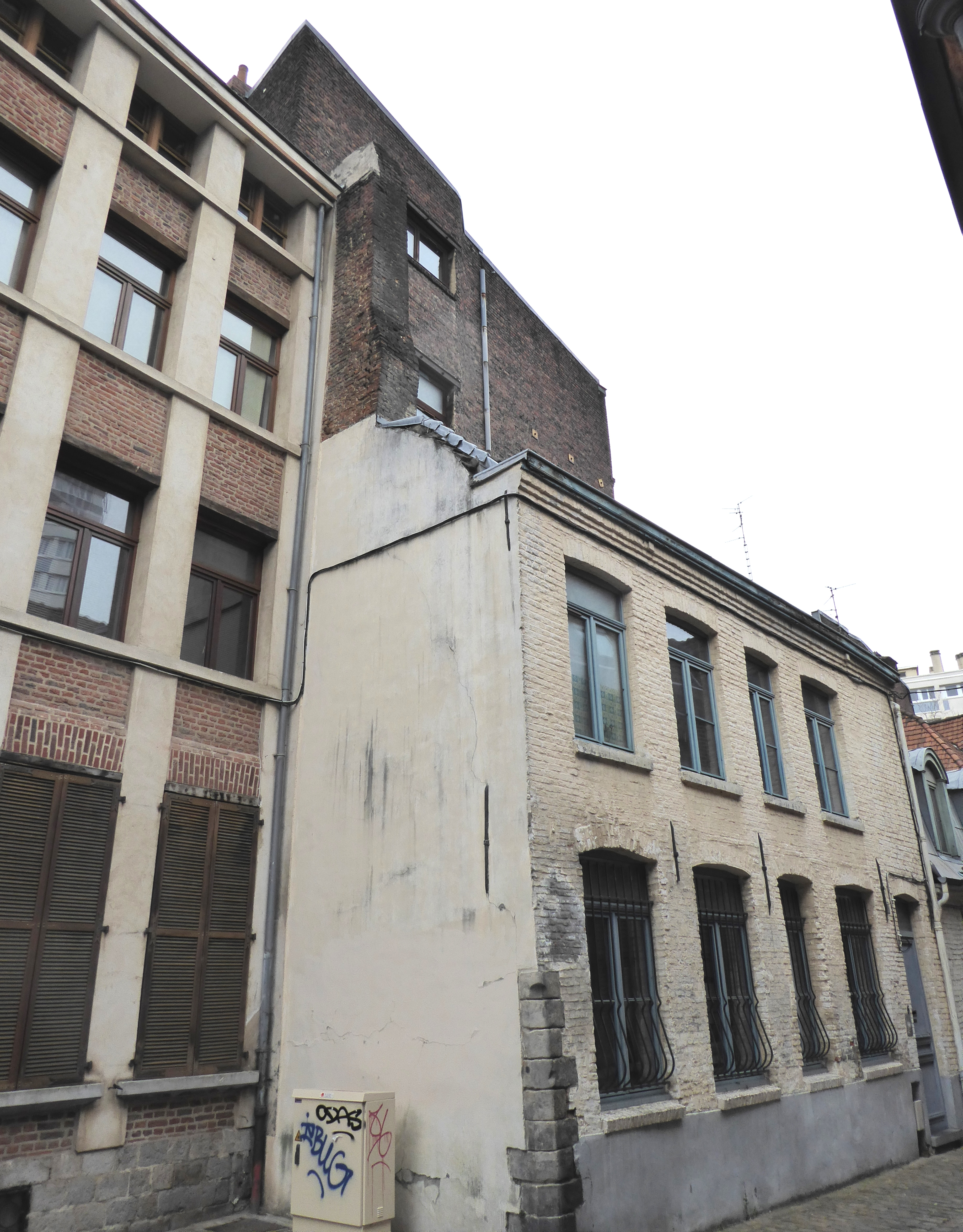
Au premier plan l'immeuble du 8, au-dessus des toits une partie de l'ancienne usine
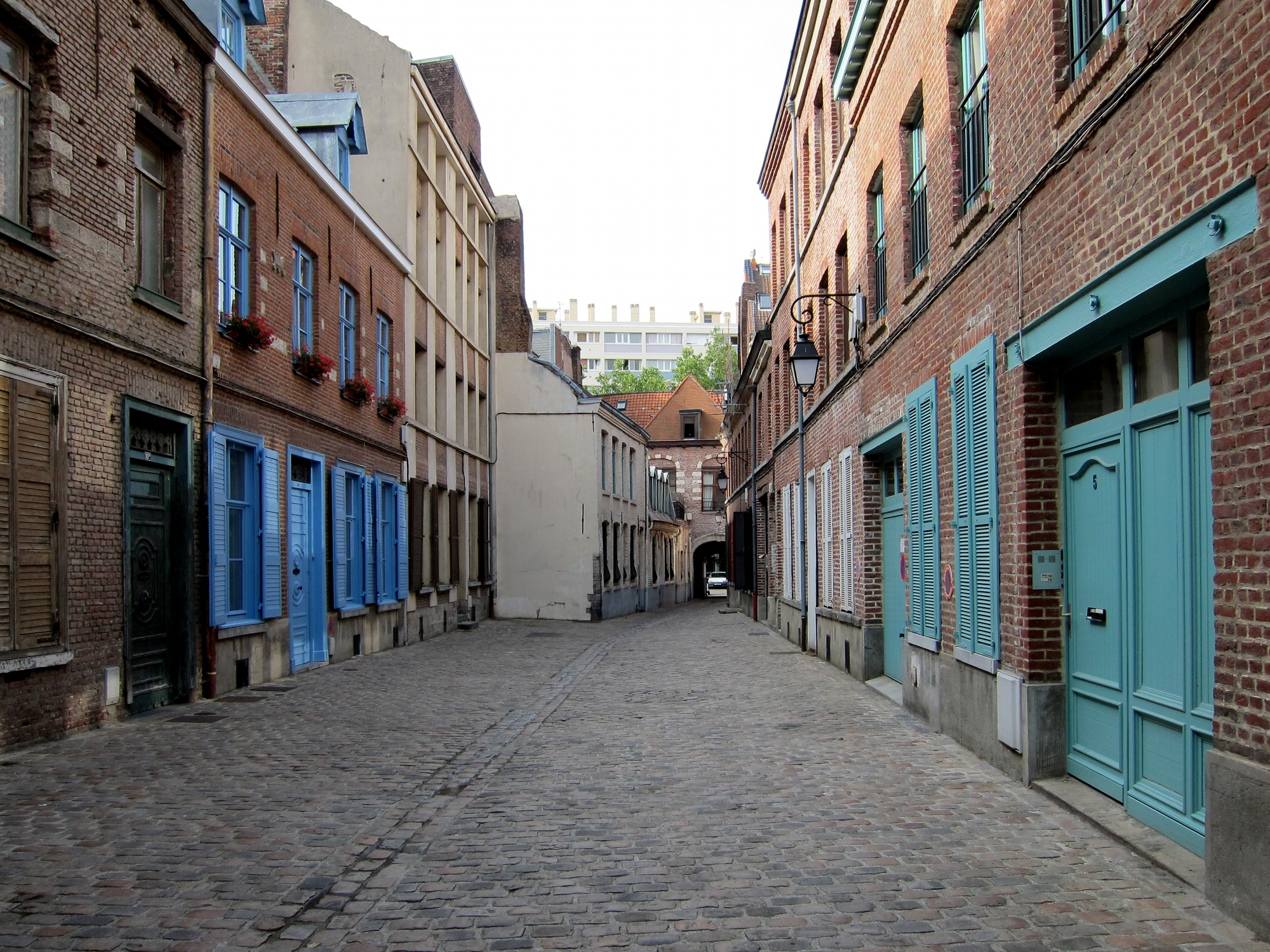
A gauche, l'immeuble du 8, le plus élevé des années 1950, était un atelier de confection jusque vers 1980, la maison derrière peut-être les bureaux et entrée de la filature.
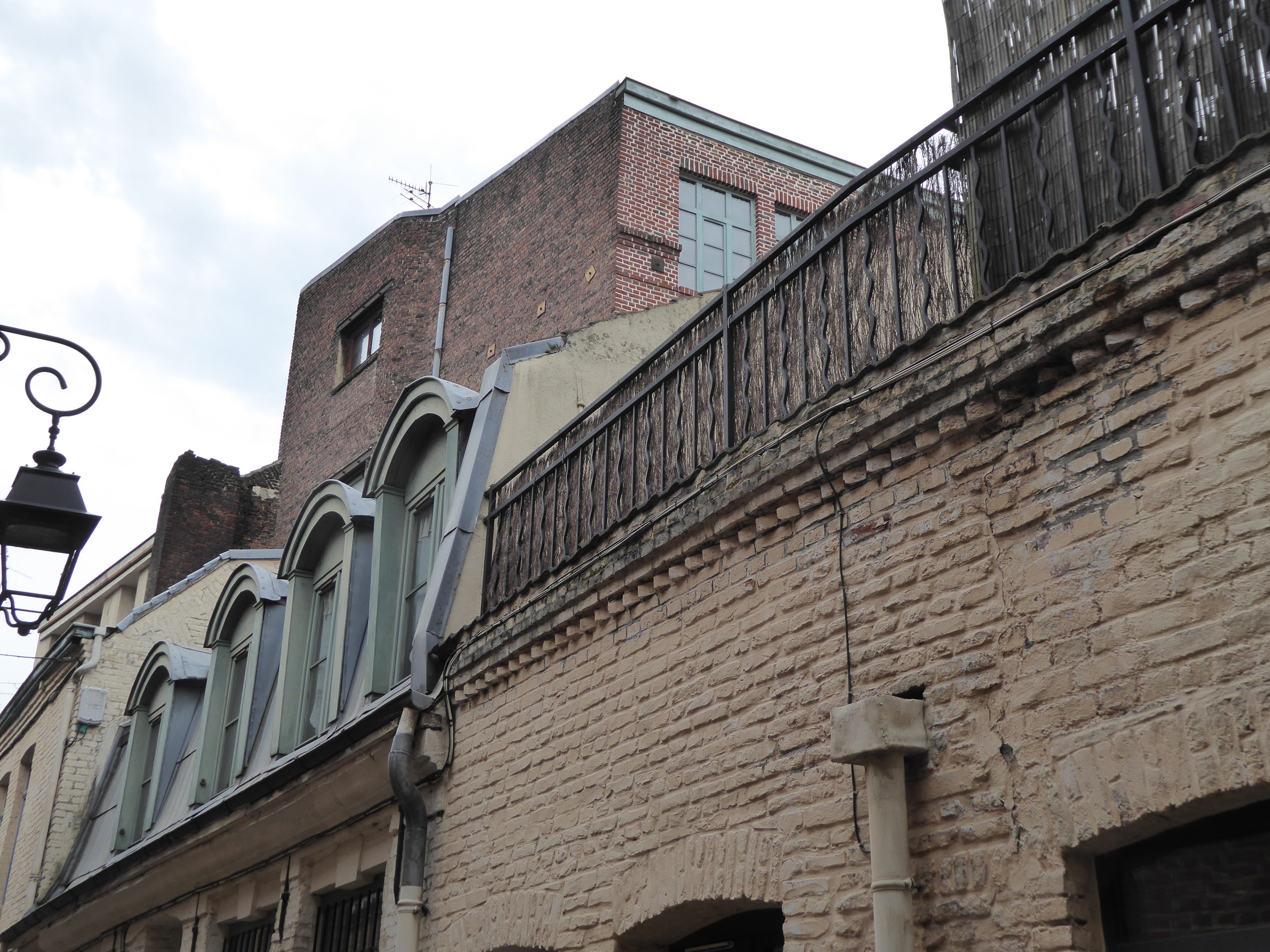
Vue de l'ancienne usine au-dessus des toits

## Bâtiments remarquables et lieux de mémoire

### La rue des Brigittines en 2017
L’entrée de la cour des Brigittines s’effectue par un passage voûté dans l’immeuble du 58 rue Gustave Delory.
La façade et toiture sur rue de l’immeuble et le passage voûté qui date de 1673 sont inscrits comme Monument historique par arrêté du 14 mars 1944.
Le passage est entouré par les seuls ensembles d'immeubles anciens préservés de la rénovation de 1960, rue de Paris comprenant le refuge de Marchiennes hôtel particulier classé et rue Gustave Delory où se situent 2 hôtels particuliers également inscrits comme Monuments historiques.
N’ayant plus d’activité économique depuis les années 1980 la cour des brigittines est un îlot de calme à proximité du centre. C’est une rue résidentielle recherchée.

Les maisons ont été agréablement mises en valeur. On remarque les éléments d'origine sur les façades, figurines sur les chapiteaux (démons ?), inscription IHS, et dates des maisons, 1622 et 1627 (postérieure aux procès).
La rue forme un coude à gauche. Au-delà le passage se prolongeait par un parcours tortueux (un deuxième coude à droite) jusqu’à la rue Saint-Sauveur.
Cette partie a été détruite et remplacée par un immeuble des années 1960 le long de la rue Saint-Sauveur. Les démolitions entre cet immeuble et la rue des Brigittines ont laissé un espace vide qui sert de parking au départ de la Gustave-Delory. On peut donc accéder à la rue des Brigittines par cette entrée. La rue est donc en forme de U.

L’immeuble du 5 bis qui date peut-être du XVIIIe siècle, la maison du 7 plus ancienne probablement du début du XVIIe siècle, celle du 9 faisaient déjà partie du passage des Brigittines avant la rénovation.
À l'arrière, sur le parking, on aperçoit au-dessus des garages, l'étage et la toiture de l'ancien couvent divisé en plusieurs maisons avec un jardin moins étendu que celui d'origine. En se retournant on a vue sur le refuge de Marchiennes.

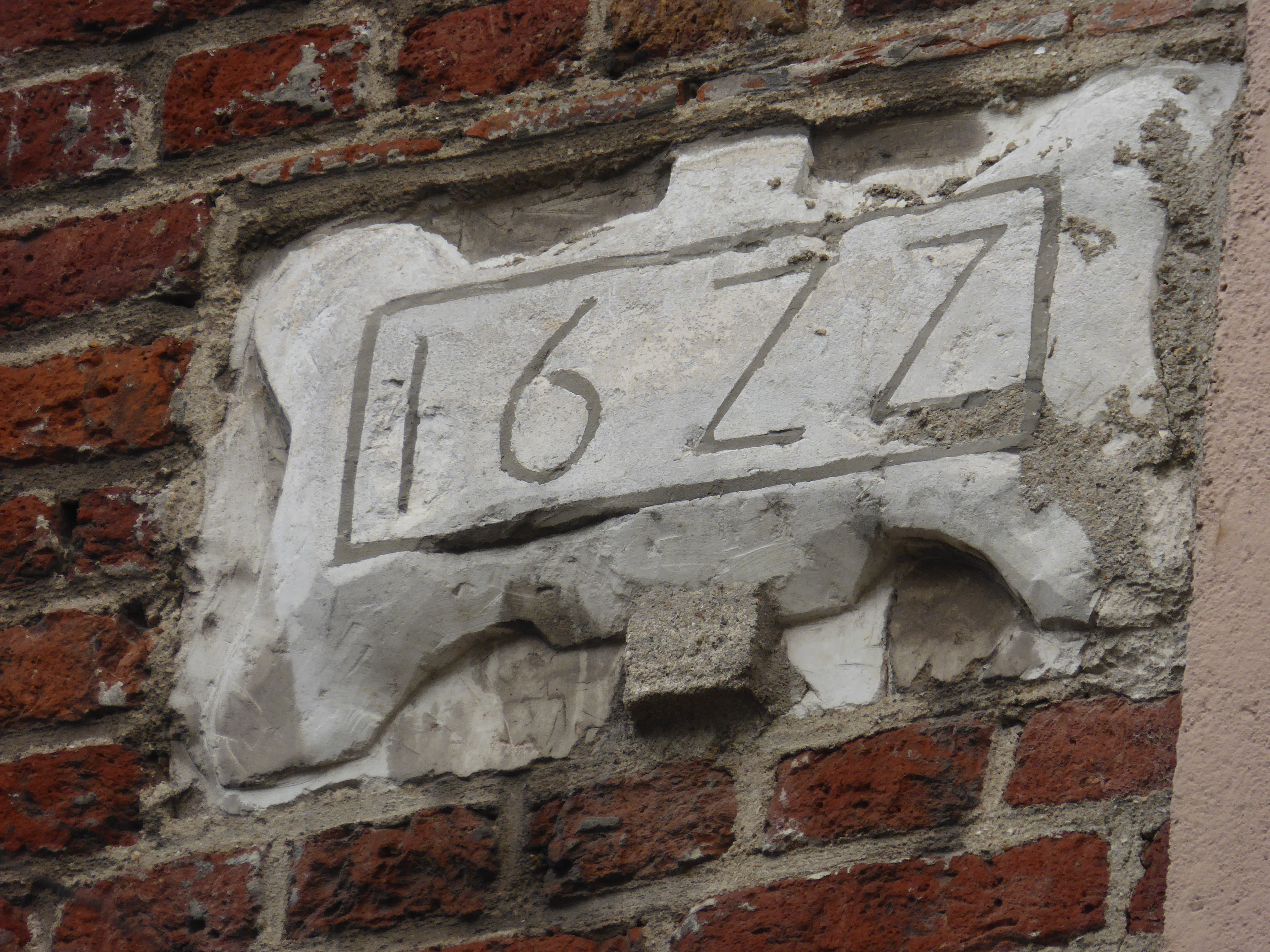
Date maison arrière Brigittines
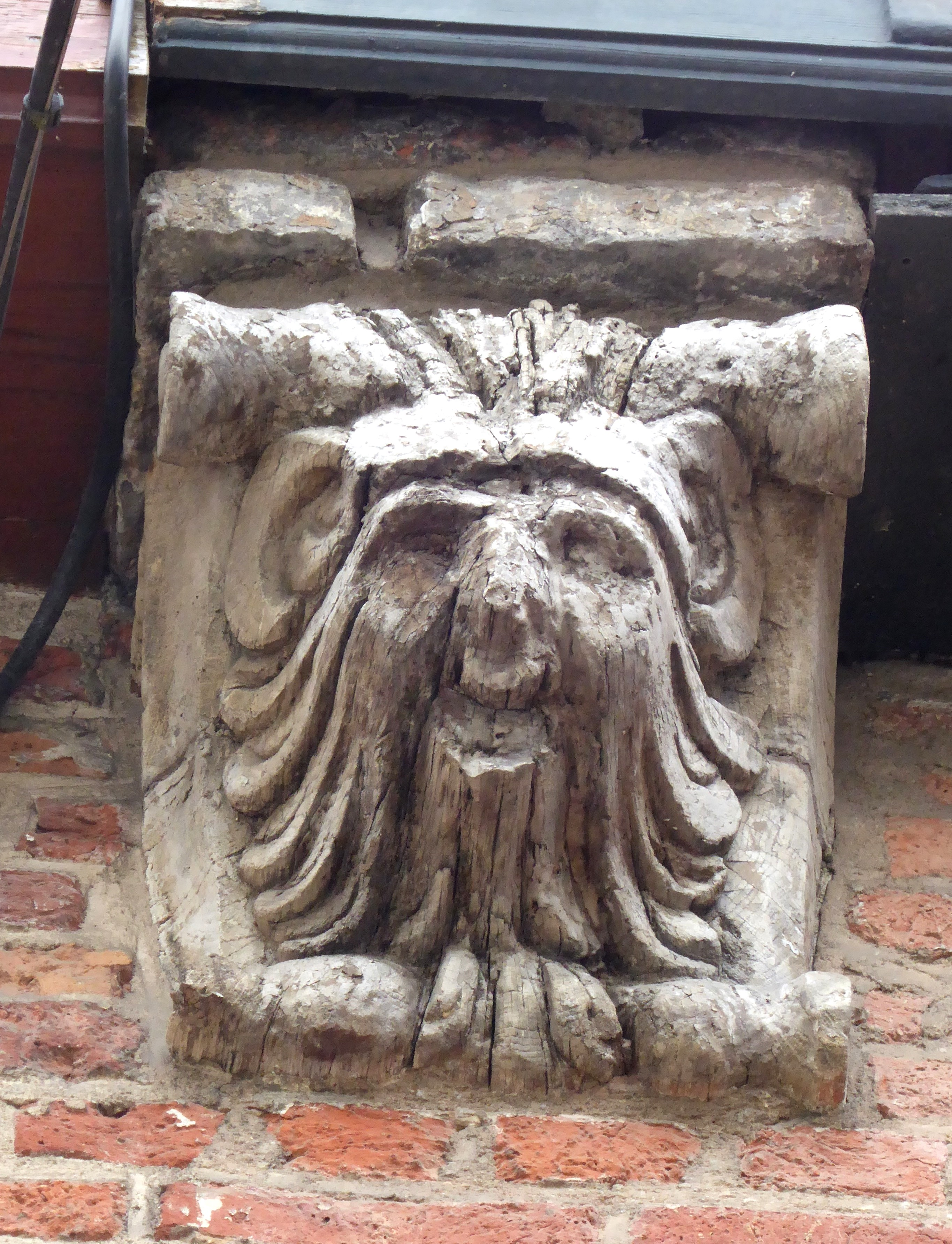
Démon chapiteau Brigittines
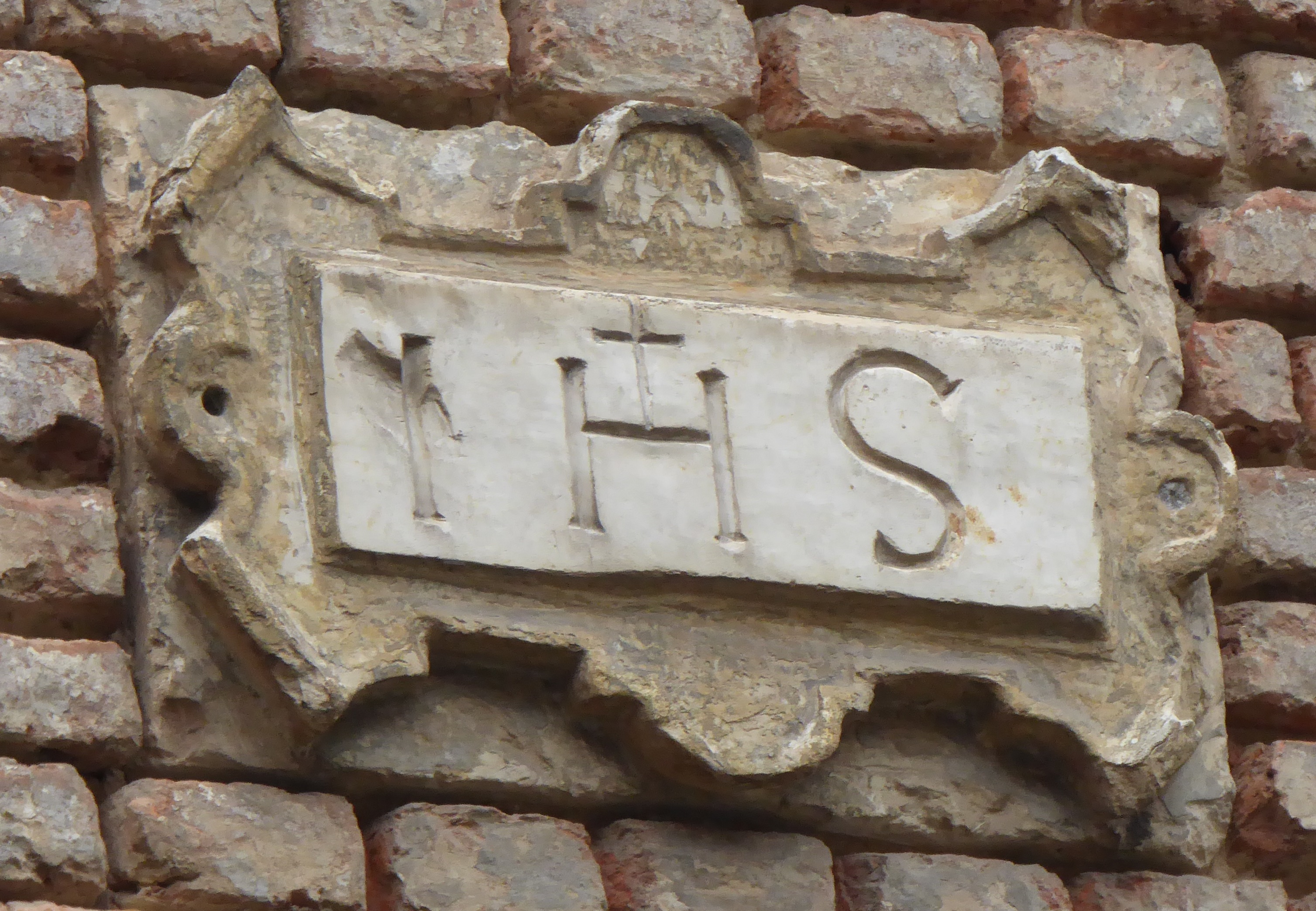
IHS rue des Brigittines
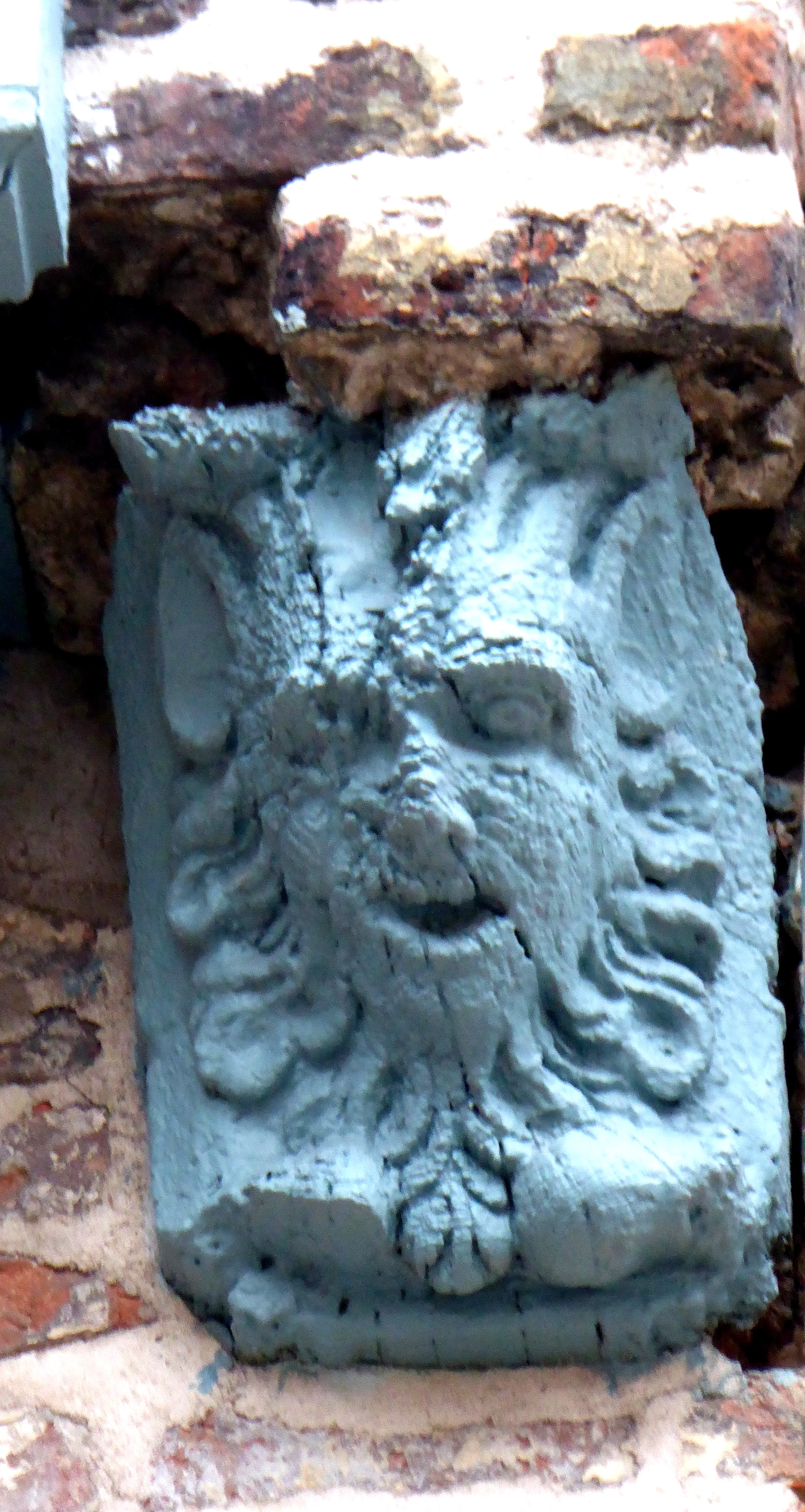
Diable chapiteau Brigittines

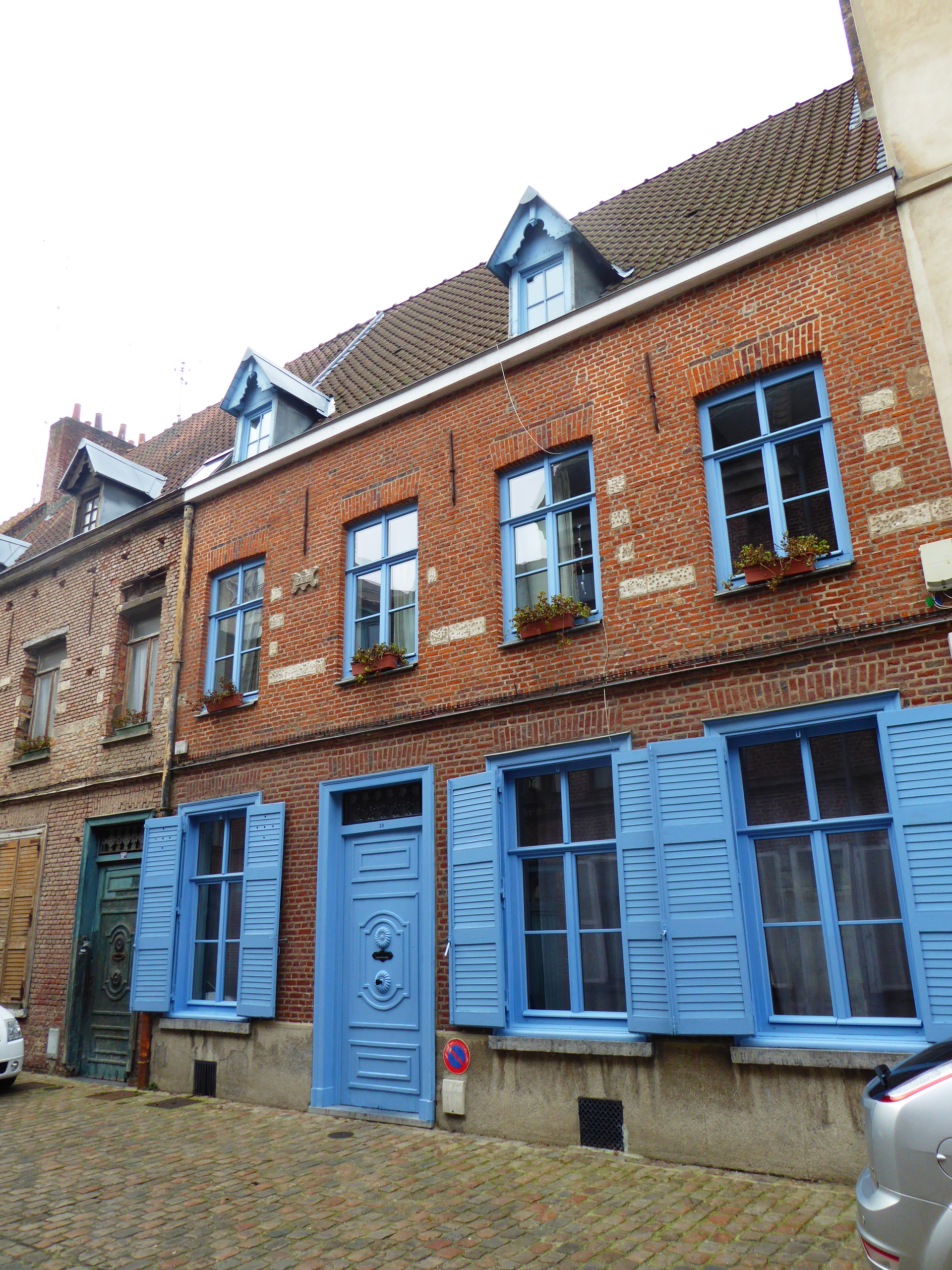
Maison de 1620
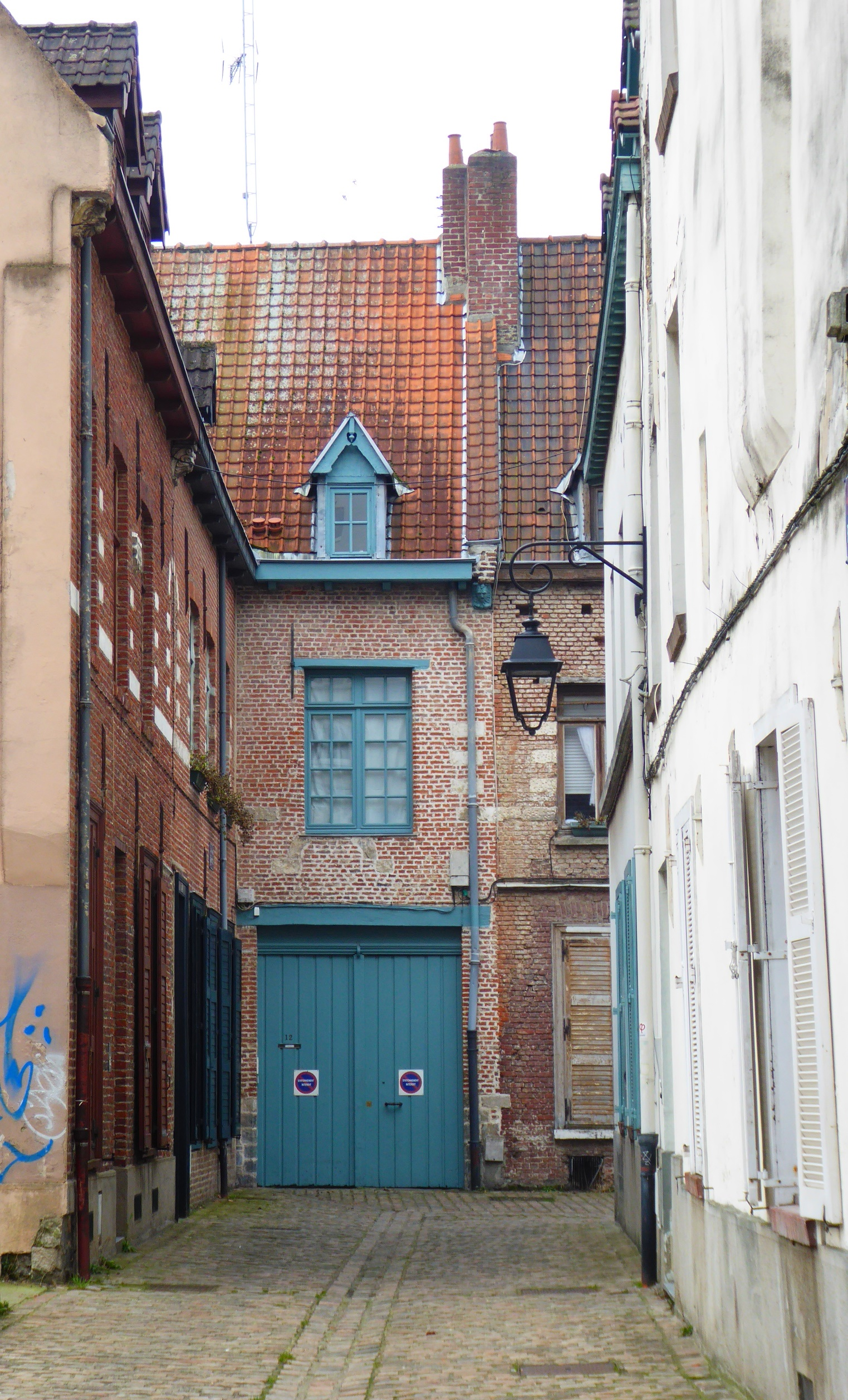
Tournant le plus éloigné de la rue Gustave-Delory. En face et à gauche façades correspondant au couvent.
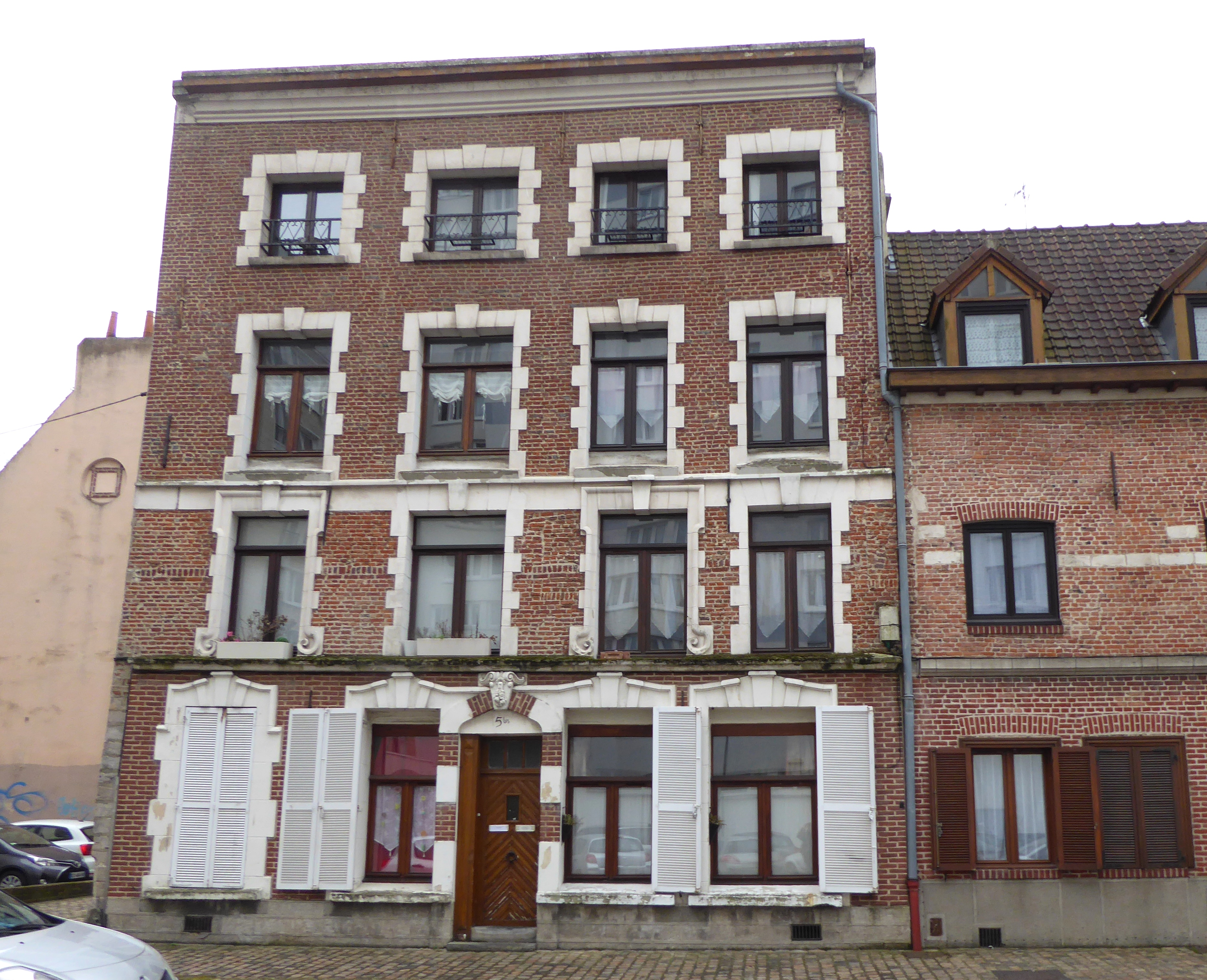
maisons des 5 bis et 7
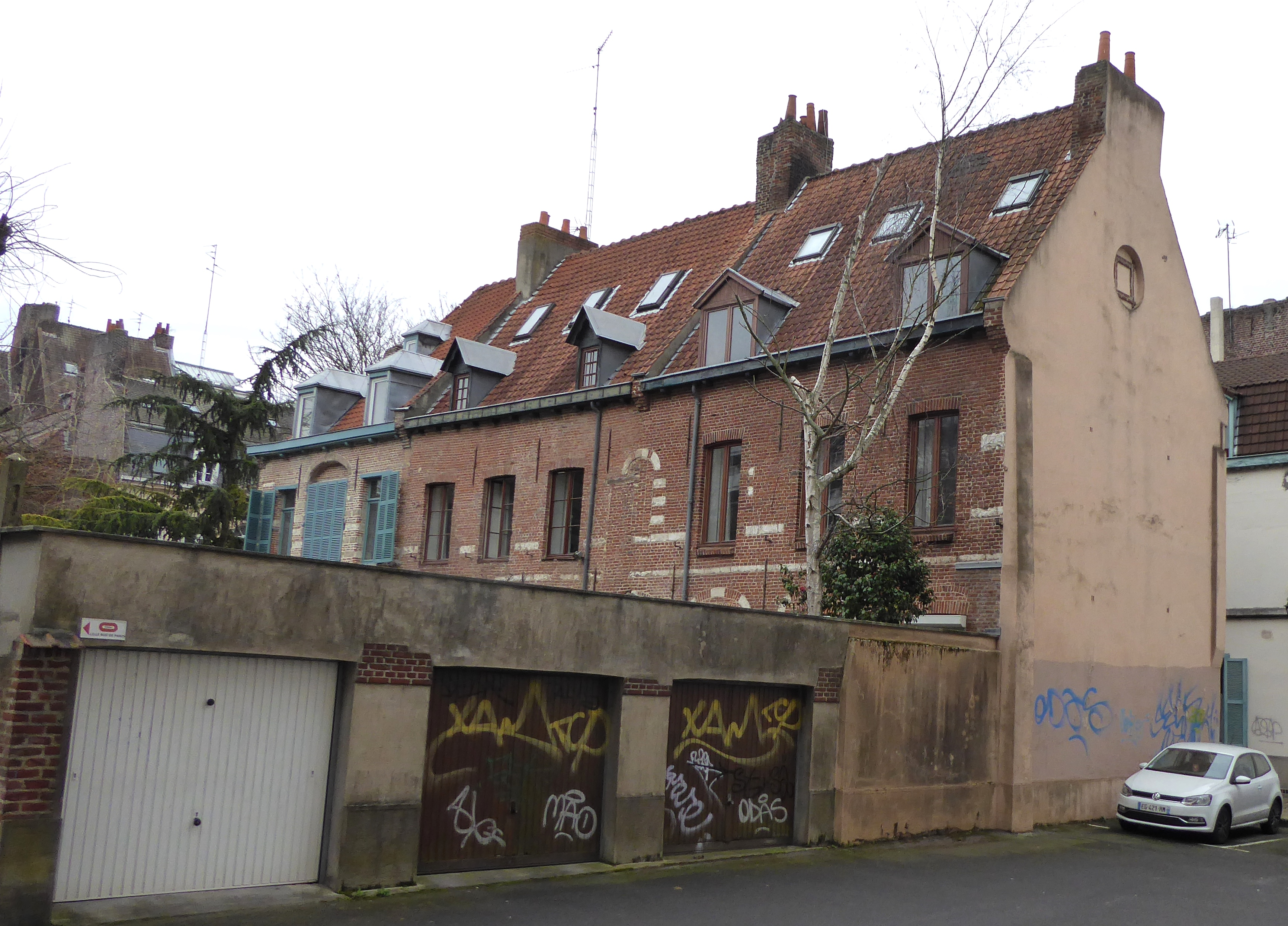
Arrière de l'ancien couvent